# 1850年逝世人物列表
1850年逝世人物列表：1月 - 2月 - 3月 - 4月 - 5月 - 6月 - 7月 - 8月 - 9月 - 10月 - 11月 - 12月
下面是1850年逝世的知名人士列表。

## 1月

### 2日
- 曼努埃爾·德拉佩尼亞·佩尼亞，墨西哥臨時總統

### 17日
- 伊莉莎白·西姆科，約翰·格雷夫斯·西姆科在英國出生的妻子

### 20日
- 亞當·戈特洛布·厄倫施萊格，丹麥詩人、劇作家[1]

### 22日
- 威廉·約瑟夫·查米納德，法國天主教神父
- 聖文森特·帕洛蒂，義大利傳教士

### 26日
- 弗朗西斯·傑弗里，蘇格蘭法官、文學評論家

### 27日
- 菲力浦·羅特，德國作曲家
- 約翰·戈特弗里德·沙多，德國雕塑家

## 2月

### 2月4日
- 丹尼爾·特納，美國海軍軍官

### 2月20日
- 瓦倫丁·卡納利佐，墨西哥代理總統

### 2月23日
- 馬修·惠特沃斯-艾爾默，第五代艾爾默男爵，英國軍官，殖民地行政長官

### 2月24日
- 陳篤生，新加坡商人、慈善家

### 2月25日
- 中國清朝道光帝

### 2月27日
- 撒母耳·亞當斯，阿肯色州民主黨州長

### 2月28日
- 愛德華·比克斯特斯，英國福音派神

## 3月

### 3月3日
- 奧利弗·考德里，美國宗教領袖

### 3月7日
- 赫拉克勒斯·羅伯特·派克納姆爵士，英國陸軍將軍

### 3月13日
- 胡安·馬丁·德·普埃雷東·奧多根，阿根廷將軍，政治家
- 歐文·斯坦利，英國海軍軍官，新幾內亞探險家

### 3月26日
- 撒母耳·圖雷爾·阿姆斯壯，美國政治人物

### 3月27日
- 威廉·比爾，德國銀行家、天文學家

### 3月28日
- 傑拉德·布蘭登，密西西比州州長

### 3月31日
- 约翰·卡德威尔·卡尔霍恩，美國第7任副總統

## 4月

### 4月7日
- 威廉·萊爾·鮑爾斯，英國詩人、評論家

### 4月9日
- 威廉·普洛特，英國化學家、醫生

### 4月11日
- 拉賈·納拉·辛格，曼尼普爾邦邦攝政王

### 4月12日
- Adoniram Judson，美國浸信會傳教士

### 4月16日
- 瑪麗·杜莎，法國蠟像家

### 4月17日
- 揚·克魯科維茨基，波蘭將軍

### 4月22日
- 弗裡德里希·羅伯特·法爾曼，愛沙尼亞語言學家、醫生

### 4月23日
- 威廉·华兹华斯，英國詩人

### 4月24日
- 約翰·諾維爾，美國報人、參議員

## 5月

### 5月1日
- 亨利·瑪麗·杜克羅泰·德·布萊恩維爾，法國動物學家、解剖學家

### 5月2日
- 約瑟夫·普拉姆·馬丁，美國獨立戰士、敘事作家

### 5月10日
- 約瑟夫·路易士·蓋伊-呂薩克，法國化學家、物理學家

### 5月12日
- 弗朗西斯·薩金特·奧斯古德，美國詩人

### 5月21日
- 克裡斯托夫·弗裡德里希·馮·阿蒙（Christoph Friedrich von Ammon），德國神學作家，傳教士

### 5月24日
- 簡·波特，英國小說家
- Michał Gedeon Radziwiłł，波蘭貴族

### 5月31日
- 朱塞佩·朱斯蒂，托斯卡納諷刺詩人

## 6月

### 6月9日
- 約翰·格林·克羅斯，英國外科醫生

### 6月16日
- 威廉·勞森，英國新南威爾士州探險家

### 6月30日
- 理查·迪林厄姆，美國貴格會教師

## 7月

### 7月2日
- 罗伯特·皮尔，英國首相

### 7月4日
- 威廉·科尔比，英國昆蟲學家

### 7月7日
- 蒂莫西·哈克沃思，英國蒸汽機車工程師

### 7月8日
- 阿道弗斯·弗雷德里克王子，第一代劍橋公爵[2]

### 7月9日
- 巴布，巴比信仰的波斯創始人（被行刑隊處決）
- 扎卡里·泰勒（Zachary Taylor），65歲，美國第12任總統
- 讓-皮埃爾·博耶，海地總統

### 7月12日
- 羅伯特·路易斯·史蒂文森，蘇格蘭燈塔工程師[3]

### 7月14日
- 奧古斯特·尼安德，德國神學家、教會歷史學家[4]

### 7月16日
- 裘莉婭·格洛弗，愛爾蘭出生的英國舞臺女演員

### 7月19日
- 瑪格麗特·富勒，美國記者

### 7月25日
- 理查·巴恩斯·梅森，加利福尼亞州軍事總督

## 8月

### 8月3日
- 雅各·瓊斯，美國海軍軍官

### 8月6日
- 愛德華·沃爾什，愛爾蘭詩人
- Hōne Heke，毛利酋長和戰爭領袖

### 8月13日
- 馬丁·阿切爾·希，愛爾蘭畫家，皇家學院院長

### 8月17日
- 何塞·德·聖馬丁將軍，阿根廷軍隊和南美獨立英雄

### 8月18日
- 查理斯·阿布斯諾特，英國保守黨政治家
- 奥诺雷·德·巴尔扎克，法國作家[5]

### 8月22日
- 尼古拉斯·雷瑙，奧地利詩人

### 8月26日
- 法國國王路易-菲利普一世[6]

### 8月27日
- 湯瑪斯·吉德，英國古典學者、校長

## 9月

### 9月2日
- 查理斯·沃特金·威廉姆斯-懷恩，英國保守黨政治家

### 9月12日
- 普雷斯利·奧班農，美國海軍陸戰隊軍官

### 9月22日
- 約翰·海因里希·馮·圖嫩，德國經濟學家

### 9月23日
- 何塞·熱爾瓦西奧·阿蒂加斯，烏拉圭革命者

## 10月

### 10月2日
- 莎拉·比芬，英國畫家

### 10月11日
- 路易絲，比利時女王

### 10月29日
- 瑪律馬杜克·威廉姆斯，來自北卡羅來納州的民主共和黨美國國會議員

## 11月

### 11月2日
- 小理查·多布斯·斯派特，美國北卡羅來納州民主黨州長

### 11月3日
- 湯瑪斯·福特，伊利諾伊州州長

### 11月4日
- 古斯塔夫·施瓦布，德國古典學者

### 11月9日
- 弗朗索瓦·澤維爾·約瑟夫·德羅，法國倫理學和政治學作家

### 11月19日
- 理查·門托·約翰遜，美國第9任副總統

### 11月22日
- 林则徐，中國政治家

### 11月30日
- 日爾曼·亨利·赫斯，瑞士化學家、醫生

## 12月

### 12月4日
- 威廉·斯特金，英國物理學家、發明家

### 12月10日
- 约瑟夫·贝姆，波蘭將軍
- 弗朗索瓦·蘇爾皮斯·博當（François Sulpice Beudant），法國礦物學家，地質學家

### 12月22日
- 威廉·普盧默，美國律師，平信徒傳教士

### 12月24日
- 弗雷德里克·巴斯蒂亞，法國作家、經濟學家

### 12月28日
- 海因里希·克里斯蒂安·舒马赫，德國天文學家

### 12月30日
- 皮埃爾·拉皮耶，法國製圖師

## 日期不詳
- 瑪麗·安妮·惠特比，英國科學家